# Oleksandrivka (Liubașivka), Bârzula
Oleksandrivka (în ucraineană Олександрівка) este un sat în comuna Liubașivka din raionul Bârzula, regiunea Odesa, Ucraina.

## Demografie
Componența lingvistică a localității Oleksandrivka
     Ucraineană (89,86%)
     Română (9,06%)
     Rusă (1,09%)
Conform recensământului din 2001, majoritatea populației localității Oleksandrivka era vorbitoare de ucraineană (89,86%), existând în minoritate și vorbitori de română (9,06%) și rusă (1,09%).